# Nassarius distortus
Nassarius distortus, tên tiếng Anh: distorted nassa', là một loài ốc biển, là động vật thân mềm chân bụng sống ở biển thuộc họ Nassariidae.

## Miêu tả
Kích thước vỏ ốc khoảng 18 mm và 35 mm

## Phân bố
Loài này phân bố ở hải vực Ấn Độ Dương-Tây Thái Bình Dương.